# Репа Олексій Сергійович
Олексій Сергійович Репа (нар. 1 серпня 1989, Українська РСР) — український футболіст, півзахисник.

## Клубна кар'єра
Вихованець київських клубів «Зміна-Оболонь» та ДЮСШ-15, у футболці яких виступав у ДЮФЛУ. Дорослу футбольну кар'єру розпочав 2007 року в нижчоліговому шведському клубі «Юнгселе», у футболці якого відзначився 1 голом. Наступного року повернувся до України, де підписав контракт з київським «Арсеналом». Проте виступав лише за молодіжну команду клубу. З 2009 по 2010 рік виступав також за молодіжні команди київської «Оболоні» та криворізького «Кривбасу».
Під час зимової паузи сезону 2010/11 років перейшов у «Динамо». Дебютував у хмельницькому клубі 30 квітня 2011 року в програному (2:3) виїзному поєдинку 17-о туру групи А Другої ліги проти «Єдності». Олексій вийшов на поле в стартовому складі, а на 71-й хвилині його замінив Тимур Мацієвич. У складі «динамівців» зіграв 17 матчів у Другій лізі чемпіонату України.
У 2013 році виступав в аматорському чемпіонаті України за «Ретро» (Ватутіне). Наступного року підсилив вишгородський «Діназ».

## Кар'єра в збірній
Захищав кольори юнацьких збірних України. Виступав за студентську збірну України. 

## Досягнення

### У збірній
Студентська збірна України
- Літня Універсіада
  -  Чемпіон (2): 2007, 2009

### Відзнаки
- Майстер спорту міжнародного класу: 2009